# 古谷雅彦
古谷雅彦（ふるや まさひこ、1961年11月20日 - ）は、日本の財務官僚。理財局次長（理財担当）、大臣官房サイバーセキュリティ・情報化審議官、関東財務局長などを務めた。

## 来歴
東京都出身。東京大学法学部卒業。1986年 大蔵省に入省。国際金融局総務課。スタンフォード大学留学や経済企画庁への出向も経験。1992年7月 藤枝税務署長。理財局次長（理財担当）や大臣官房サイバーセキュリティ・情報化審議官などを経て、2020年7月20日より関東財務局長。就任会見では「新型コロナウイルス感染症の影響にいかに対応するかが一番と考える」と述べた。2022年10月1日 HashPort顧問。同年駒澤大学フェロー、ヤマップ顧問、MCPジャパン・ホールディングス顧問。

## 職歴
- 1986年4月：大蔵省に入省。国際金融局総務課[1]
- 1987年5月：国際金融局調査課[1]
- 1988年4月：大臣官房調査企画課[1]
- 1989年7月：経済企画庁物価局物価政策課専門調査員 兼 物価局物価調整課専門調査員[4][1]
- 1991年7月：スタンフォード大学留学[1]
- 1992年7月：藤枝税務署長[1]
- 1993年7月：関税局国際機関課長補佐[1]
- 1994年6月：防衛庁防衛局計画課[1]
- 1996年7月：大臣官房文書課長補佐[1]
- 1997年7月：主税局調査課長補佐（総括・内国調査）[5][1]
- 1998年7月：主税局税制第二課長補佐 兼 主税局税制第二課企画調整室長[1]
- 1999年7月：主税局税制第一課長補佐[1]
- 2000年7月：大臣官房文書課長補佐 兼 大臣官房文書課情報公開室長[1]
- 2001年1月：財務省大臣官房文書課長補佐 兼 大臣官房文書課情報公開室長[1]
- 2002年7月：オーストラリア国立大学客員研究員[1]
- 2003年7月：金融庁総務企画局政策課開発研修室長 兼 金融庁検査局総務課公的金融室長[1]
- 2004年10月：金融庁総務企画局政策課開発研修室長 兼 金融庁検査局総務課公的金融室長 兼 金融庁検査局総務課企画調整室長[1]
- 2005年7月：金融庁総務企画局政策課企画官 兼 金融庁検査局総務課公的金融室長 兼 金融庁検査局総務課企画調整室長[1]
- 2005年8月：金融庁公認会計士・監査審査会事務局総務試験室長[1]
- 2006年7月：大臣官房文書課企画調整室長[1]
- 2007年7月：大臣官房総合政策課政策調整室長[1]
- 2008年7月：理財局国庫課長[1]
- 2009年7月：理財局計画官（内閣・財務、農林水産・環境、経済産業、国土交通係担当）[1]
- 2010年7月：内閣府沖縄振興局総務課長[1]
- 2012年7月：内閣官房内閣参事官（内閣官房副長官補付）兼 内閣官房情報通信技術（IT）担当室員 兼 内閣官房社会保障・税一体改革情報発信推進室参事官[1]
- 2012年11月：内閣官房内閣参事官（内閣官房副長官補付）兼 内閣官房情報通信技術（IT）担当室員 兼 内閣官房社会保障・税一体改革情報発信推進室参事官 兼 内閣府大臣官房消費税価格転嫁等相談対応予算等準備室参事官[1]
- 2013年4月：内閣官房内閣参事官（内閣官房副長官補付）兼 内閣官房情報通信技術（IT）担当室員 兼 内閣官房社会保障・税一体改革情報発信推進室参事官 兼 内閣官房TPP政府対策本部員 兼 内閣府大臣官房消費税価格転嫁等相談対応予算等準備室参事官[1]
- 2013年6月：内閣官房内閣参事官（内閣官房副長官補付）兼 内閣官房情報通信技術（IT）担当室員 兼 内閣官房社会保障・税一体改革情報発信推進室参事官 兼 内閣官房TPP政府対策本部員 兼 内閣官房情報通信技術（IT）総合戦略室参事官 兼 内閣府大臣官房消費税価格転嫁等相談対応予算等準備室参事官[1]
- 2014年7月：理財局総務課長[1]
- 2015年7月：内閣官房内閣審議官（内閣官房副長官補付）兼 内閣官房沖縄連絡室員 兼 内閣府大臣官房審議官（沖縄政策及び沖縄振興局担当）[1]
- 2017年7月：大臣官房審議官（理財局担当）[1]
- 2018年7月：理財局次長（理財担当）
- 2019年7月：大臣官房サイバーセキュリティ・情報化審議官
- 2020年7月：関東財務局長
- 2021年6月：関東財務局長 兼 関東財務局総務部長事務取扱
- 2021年7月：関東財務局長
- 2021年7月：大臣官房付
- 2022年10月：HashPort顧問

## 同期入省
- 茶谷栄治（財務事務次官、主計局長、大臣官房長、大臣官房総括審議官）
- 大鹿行宏（国税庁長官、理財局長、財務総合政策研究所長、横浜税関長、主計局次長（次席））
- 田島淳志（内閣官房TPP等政府対策本部国内調整統括官兼内閣官房領土・主権対策企画調整室土地調査検討室長、関税局長兼税関研修所長、国税庁次長）
- 古沢知之（金融庁企画市場局長、金融庁証券取引等監視委員会事務局長、金融庁総合政策局審議官（開示担当）、金融庁総務企画局審議官（開示担当）、金融庁総務企画局審議官（監督局、官房担当）、金融庁総務企画局政策課長）
- 天谷知子（金融国際審議官、金融庁総合政策局国際総括官）
- 藤本拓資（大臣官房政策立案総括審議官、東海財務局長）
- 大西淳也（関東信越国税不服審判所長、総務省大臣官房審議官（公営企業担当））
- 谷内繁（内閣官房孤独・孤立対策担当室長、内閣官房社会保障改革担当室長）